# Nora Valdez
Nora Cecilia Valdez Gómez (9 de septiembre de 1997) es una deportista colombiana que compitió en tiro con arco, en la modalidad de arco compuesto. Ganó dos medallas de oro en el Campeonato Mundial de Tiro con Arco al Aire Libre, en los años 2017 y 2021.

## Palmarés internacional
| Campeonato Mundial al Aire Libre | Campeonato Mundial al Aire Libre | Campeonato Mundial al Aire Libre | Campeonato Mundial al Aire Libre |
| Año                              | Lugar                            | Medalla                          | Prueba                           |
| -------------------------------- | -------------------------------- | -------------------------------- | -------------------------------- |
| 2017                             | Ciudad de México (México)        | Medalla de oro                   | Equipo                           |
| 2021                             | Yankton (Estados Unidos)         | Medalla de oro                   | Equipo                           |